# Bouguer (Mondkrater)
Bouguer ist ein Einschlagkrater am südlichen Rand des Mare Frigoris, nördlich des Kraters Bianchini. Er liegt auf einer nahezu geraden Linie zwischen den Kratern La Condamine im Westen und Foucault in westsüdwestlicher Richtung. Direkt westlich zeichnet sich der auffällige Krater Harpalus ab.
Bouguer ist ein relativ junger Krater mit einem gut ausgeprägten Rand. Er ist im Wesentlichen kreisförmig, weist aber im Osten, Nordnordwesten und Südwesten leichte Ausbuchtungen der Kraterwand auf. In der östlichen Ausbuchtung existieren Spuren von Geröllrutschen. Der Kraterboden nimmt etwa die Hälfte des Durchmessers ein und ist relativ eben und ohne Merkmale.
| Buchstabe | Position           | Durchmesser | Link |
| --------- | ------------------ | ----------- | ---- |
| A         | 52,6° N, 33,92° W  | 7 km        |      |
| B         | 53,35° N, 33,07° W | 8 km        |      |